# 高島市コミュニティバス

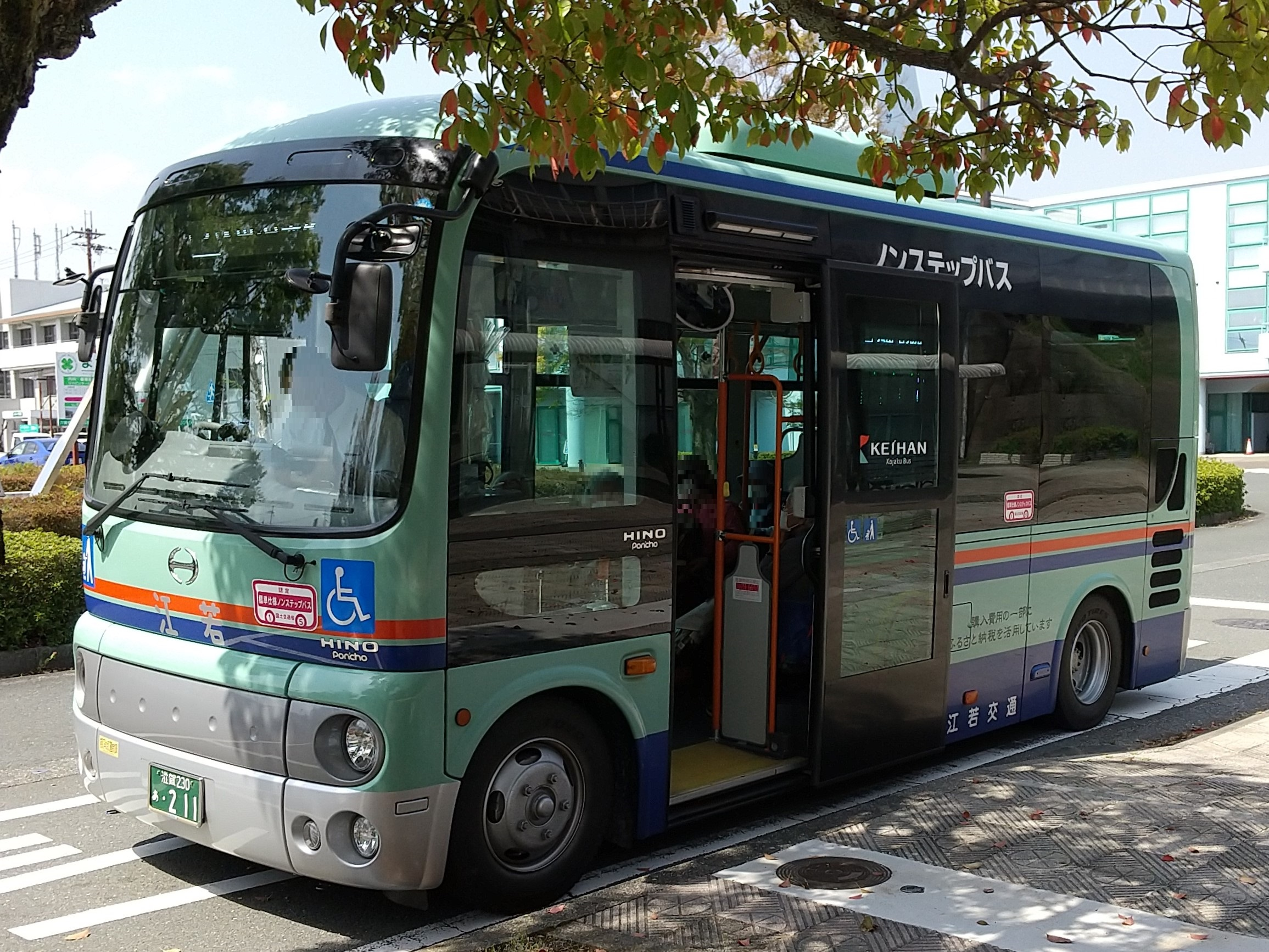
新旭地域の高島市コミュニティバス（2023年4月）

高島市コミュニティバス（たかしましコミュニティバス）は、滋賀県高島市で運行されているコミュニティバスである。

## 概要
市直営の市営バスと、江若交通・湖国バスへの委託路線がある。市営バスは、元々合併前の朽木村が運行していた朽木村営バス（くつきそんえいバス）を引き継いだもので、自家用自動車（白ナンバー車）による有償運送での運行となっている。

## 歴史
- 2005年（平成17年）1月1日：合併による高島市の発足により、合併前の各自治体が運行していたコミュニティバスを引き継ぐ。旧朽木村営バスは高島市営バスになる。
- 2006年（平成18年）10月1日：コミュニティバスの運賃を一乗車220円（こども：110円）均一に変更[2]。
- 2007年（平成19年）5月19日：路線変更及びダイヤ改正[3]。 
  - 新旭安曇川線（新旭駅 - 安曇川駅）、泰山寺線（安曇川駅 - 中野泰山寺、平日運行）、白浜線（安曇川駅 - 出福・三ツ矢、平日運行）を新設。
  - 高島循環バス（武曽横山コース）を横山田中線（近江高島駅 - 武曽・横山、上寺経由 - 安曇川駅）に変更。
  - 高島循環バス（鴨コース）を高島安曇川線（鴨西コース）（近江高島駅 - 宿鴨、三尾里経由 - 安曇川駅）と高島安曇川線（鴨東コース）（近江高島駅 - 出鴨、西万木経由 - 安曇川駅）とに変更。あいあいタウン線を松陽台線と、あいあいタウン線に分割。
  - 高島循環バス（浜コース）、船木線、上開田線、辻森西線の運行経路を変更。
  - 高島循環バス（鵜川コース）の起終点を近江高島駅とする。総合運動公園線の一部のバスを近江中庄駅まで乗り入れ。
  - 栃生右淵線（江若交通が運行）を市営バス針畑線に統合。
- 2011年（平成23年）4月1日：運行体系を見直し[4]。
  - 乗合タクシー（定時乗合タクシー、予約乗合タクシー）を導入し、以下の路線を乗合タクシーに変更。
    - 在原線・上開田線（マキノ北西部線に統合）、知内循環線・辻森西線（マキノ南西部線に統合）、鵜川線、浜線 ⇒ 定時乗合タクシー
    - 松陽台線、あいあいタウン線、泰山寺線、白浜線、風車村線、新旭・安曇川線 ⇒ 予約乗合タクシー

  - 市営バスに今津西線（朽木支所前 - 天増川）を新設（平日運行）。
- 2019年（令和元年）10月1日：ダイヤ改正を実施[5]。安曇川中央循環線、森線、新旭南循環線の3路線を新設。この改正に併せて、新旭西循環線（当時）の経路から下古賀地区を切り離している[注 1]。

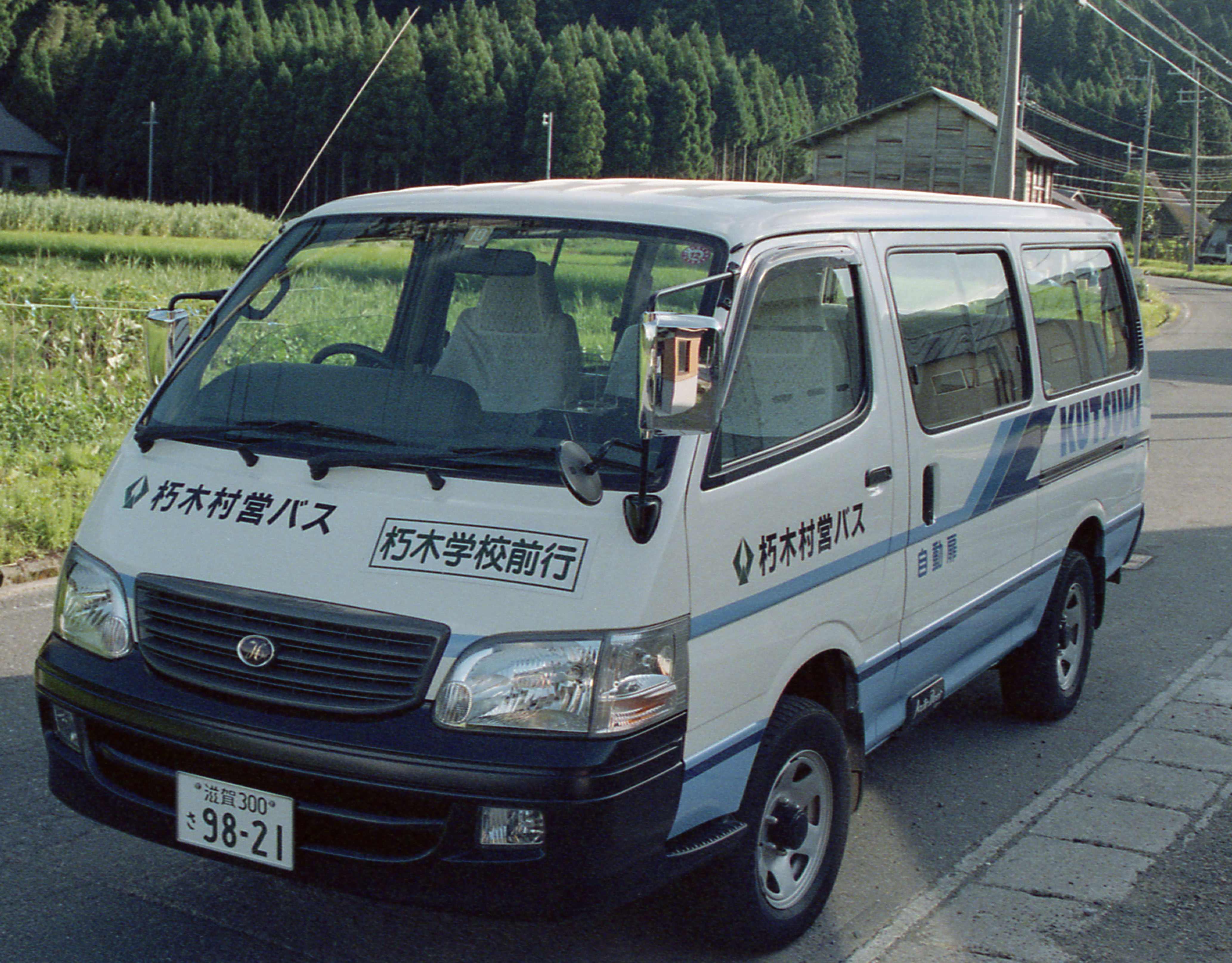
朽木村営バス当時の車両（2000年）
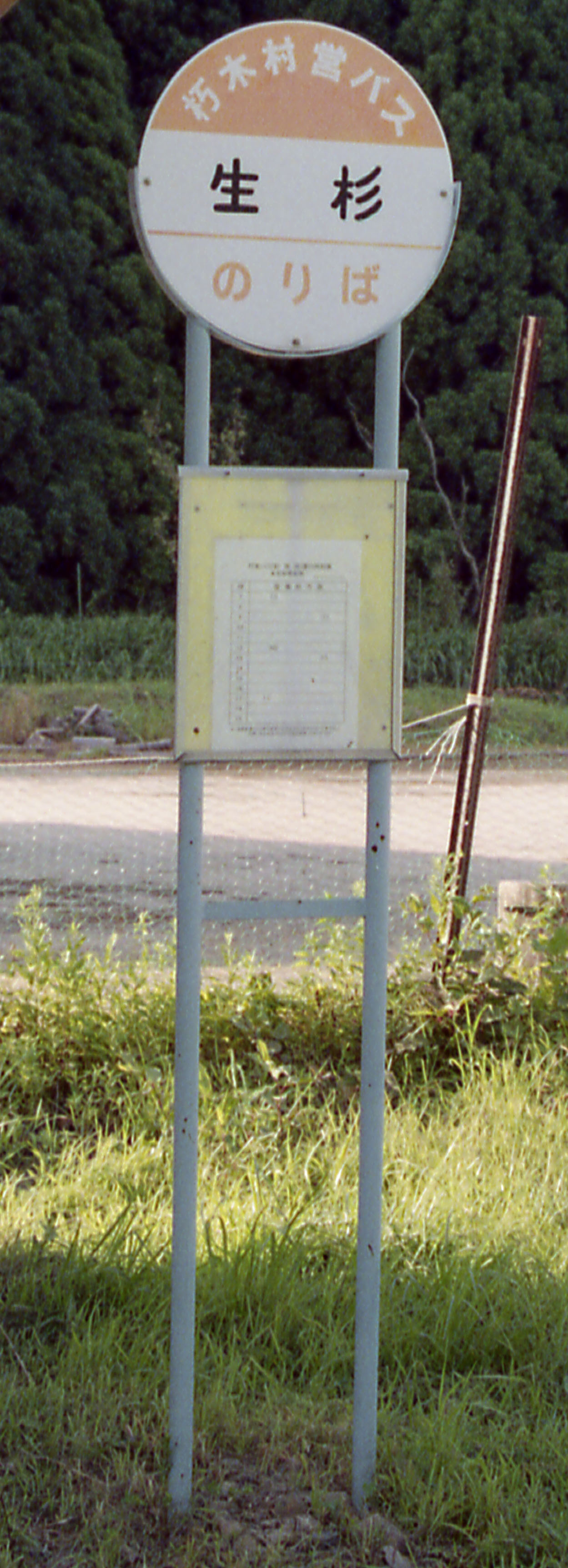
朽木村営バス当時のバス停（生杉バス停）

## 運賃制度
バス・タクシーとも均一運賃となっており、回数券や通勤・通学用の定期券の販売を行っている。
バス
- 1乗車：220円（小学生以下・障がい者（要手帳呈示）は110円）[6]。

定期券の販売額は「江若交通・湖国バス」と「西日本JRバス」で異なる。
タクシー
- 1乗車：300円（小学生以下・障がい者（要手帳呈示）は150円）[6]。

「マキノ北西部線」を除く各路線に乗車する場合は事前予約が必要。詳細は後述。
備考
- 一部の停留所では、乗り継ぎ乗車制度を受けることができる。詳細は「乗り継ぎ乗車制度(PDF)」を参照。

## 路線

### バス

#### 市営バス
朽木地域のみ運行。お盆（8月14日 - 16日）・年末年始（12月29日 - 翌年1月3日）は全便運休となる。

##### 朽木地域
旧朽木村を運行する路線。下記の4路線が設定されている。

###### 針畑線
- 朽木支所前 - 朽木学校前 - 細川 - 梅ノ木 - 平良分校前 - 小入谷 - 生杉
- 朽木学校前 - 朽木支所前 - 細川 - 梅ノ木

###### 上村能家線
- 朽木学校前 - 朽木支所前 - 地子原 - 上村 - 能家

###### 横谷・木地山線
- 朽木学校前 - 朽木支所前 - 麻生 - 横谷 - 木地山

###### 今津西線
- 朽木支所前 - 椋川 - 旧今津西小学校前 → 天増川 → 角川 → 旧今津西小学校前

備考
今津西線は事前予約制。土曜・日曜・祝日も運休する。

#### 民間委託路線
路線運行の委託先は旧高島郡の各町（地域）ごとに異なる。

##### 高島地域
旧高島町を運行する路線。各路線とも、江若交通が受託。

###### 畑線
- 高島市民病院 - 近江高島駅 - 鴨川平 - 下拝戸 - 鹿ヶ瀬道 - （鹿ヶ瀬 - ガリバー旅行村 - 鹿ヶ瀬 - ）黒谷 - 畑

「鹿ヶ瀬」と「ガリバー旅行村」の各停留所は4月から11月の土曜・休日、及び夏休み期間中に運行される便のうち、1.5往復（高島市民病院発が2便、畑発が1便）のみ停車する。
備考
元来は江若交通の直営であった。そのため、現在でも一般路線用の中型車で運行される。

###### 武曽・横山線
- 近江高島駅 - 高島中学校前 - 海洋センター - 宮野 - 横山 - 武曽 - 出鴨 - 青冷寺 - 高島支所前 - アイリッシュパーク前 - 高島支所前 - 高島市民病院 - 近江高島駅

備考
［→］方向が右回り、［←］方向が左回り。

###### 高島安曇川線
- 近江高島駅 - 高島市民病院 - 高島支所前 - アイリッシュパーク前 - 高島支所前 - 青冷寺 - 出鴨 - 小川口 - 平和堂あどがわ店 - 西万木今宮神社前 - 安曇川駅

##### 安曇川地域
旧安曇川町を運行する路線。各路線とも、江若交通が受託。

###### 船木線
- 安曇川駅 - 安曇川中学校前 - 安曇川高校前 - （プラント高島店 - ）リバーサイド - 川島 - 南船木交差点 - こどもの国前 - 北船木 - 南船木交差点 - 横江浜 - 藤江 - 藤樹書院前 - 図書館前 - （平和堂あどがわ店 - ）西万木今宮神社前 - 安曇川駅

備考
［→］方向が右回り、［←］方向が左回り。
「プラント高島店」と「平和堂あどがわ店」の各停留所は営業時間帯のみ停車。
付記（船木線）
- 335系統は朝のみ運行。同系統は一般路線用の中型車で運行し、「平和堂あどがわ店」と「プラント高島店」の各停留所は通過する（営業時間外のため）。
- 左回りは331系統、右回りは330系統として運行する。なお、この両系統はコミュニティバス用の小型車で運行する。
- 元来は江若交通の直営であり、旧金丸橋通過制限のためマイクロバスのみで運行されていた。
- かつて運行されていた安曇川町スクールバス（安曇川中学校の生徒のみ無料で利用可能）は、事実上この路線に統合されている。

###### 安曇川中央循環線
- 安曇川駅 → 西万木（）今宮神社前 → 平和堂あどがわ店 → プラント高島店 → 安曇川高校前 → ふれあいセンター前 → 安曇川駅

###### 上寺・田中線
- 安曇川駅 → 安曇川中学校前 → 馬場 → 三田 → 佐賀 → 佐賀区公園前 → 横山 → 上寺 → 田中 → 安曇川駅

備考
経路見直しに伴い、2023年10月1日から「横山」停留所も経由するようになった。

##### 新旭地域
旧新旭町を運行する路線。各路線とも、江若交通が受託。

###### 森線
- 新旭駅 - 森 - ホリゾン前 - （来た道を戻る） - 新旭駅

備考
土曜・日曜・祝日は運休。朝・夕方・夜に各1便ずつ運行。

###### 新旭西循環線
- 新旭駅 - 今市・辻沢 - 米井 - 五十川 - 岡 - 岡バイパス交差点 - 水鳥観察センター前 - 岡バイパス交差点 - 岡 - もりっこ前 - 日爪 - 五十川住宅前 - 米井 - 田井 - 森 - 新旭駅

備考
「岡バイパス交差点」停留所の前後にある「水鳥観察センター前」・「木津浜」・「木津」の各停留所は両方向とも［岡バイパス交差点 → 水鳥観察センター前 → 木津浜 → 木津 → 岡バイパス交差点］という順に経由する。
かつては近江今津駅への乗り入れや、下古賀循環線として独立した路線への運行もあった。

###### 新旭東循環線
- 新旭駅 - 市役所前 - 北畑 - 新庄・大善寺前 - 南小学校前 - 新旭養護学校前 - 太田・北町 - 太田神社前 - 太田・日光苑 - 太田神社前 - 太田・北町 - 藁園神社前 - 深溝 - 日吉・二宮神社前 - 針江公民館前 - 霜降 - 森 - 新旭駅

備考
午前は［→］方向、午後は［←］方向で運行。

###### 下古賀循環線
- 新旭駅 → 安養寺西 → 井ノ口 → 下古賀 → 井ノ口 → 安養寺 → 新旭駅

###### 新旭南循環線
- 新旭駅 → プラント高島店 → 西万木 → 安曇川駅 → 平和堂あどがわ店 → プラント高島店 → 新旭駅

##### 今津地域
旧今津町を運行する路線。湖国バスが受託する。

###### 総合運動公園線
- 近江今津駅 - 高島高校前 - （北浜（平和堂前） - カームタウン - ）（勤労者体育センター前 - ）弘川 - 藺生東 - 運動公園 - 三谷 - （三谷口 - 箱館山 - ）伊井 -（酒波 - ）消防本部前 - 平ケ崎 - 南深清水 - （北深清水北口 - 大沼 - マキノ病院前 - 大沼 - 北深清水北口）北深清水 - 今津北小学校前 - 中ノ町 - 弘川 - （勤労者体育センター前 - ）（カームタウン - 北浜（平和堂前） - ）高島高校前 - 近江今津駅

［→］方向が南回り、［←］方向が北回り。
経路に関する注記は「経路注記（総合運動公園線）」を参照。
経路に関する注記
1. ［北深清水北口 - 大沼 - マキノ病院前 - 大沼 - 北深清水北口］間は1往復のみ運行。
2. 「カームタウン」経由の便は同停留所を2度経由するが、「勤労者体育センター前」停留所は経由しない。なお、南回りの朝1便は［高島高校前 → 勤労者体育センター前］間を直行するため、「カームタウン」は1度しか経由しない。
3. 「勤労者体育センター前」は「カームタウン」を経由しない便のみ経由するが、南回りの朝1便は「勤労者体育センター前」と「カームタウン」の両停留所に停車する。
4. 「三谷口」と「箱館山」の各停留所は南回りの朝1便と北回りの夕方2便を除き、すべて経由する。
5. 「酒波」停留所は南回りの夕方1便と北回りの朝1便・夕方1便を除き、すべて停車する。

##### マキノ地域
旧マキノ町を運行する路線。各路線とも、湖国バスが受託する。

###### 国境線
- 近江中庄駅 - 中庄 - マキノ病院前 - 新保 - 湖西平前 - 沢 - マキノ支所前 - 蛭口 - 中学校前 - マキノ駅 - 西浜南 - 西浜 - 海津3区 - 海津2区 - 海津1区 - （道の駅マキノ追坂峠 - ）小荒路 - 田谷 - 上ノ山 - 野口 - 路原 - 在原口（） - 国境（）

備考
「道の駅マキノ追坂峠」は営業時間帯のみ停車。
［近江中庄駅 - マキノ駅］または［マキノ駅 - 国境］の区間運行便の設定がある。

###### マキノ高原線
- マキノ駅 - 中学校前 - 蛭口 - マキノ支所前 - マキノピックランド - 上開田（） - マキノ高原民宿村 - （マキノ高原温泉さらさ - ）白谷 - 山中 - 旧北小前 - （マキノ白谷温泉 - ）小荒路 - （道の駅マキノ追坂峠 - ）海津大崎口 - 海津 - 国道西浜 - 高木浜二丁目 - マキノ駅

備考
時計回り（［→］方向）・反時計回り［←］方向を運行。
「道の駅マキノ追坂峠」は営業時間帯のみ停車。
朝に運行する2便（ともに反時計回り）は「マキノ白谷温泉」と「マキノ高原温泉さらさ」の各停留所を通過する。

### タクシー

#### 民間委託路線
各路線とも大津第一交通に運行を委託するが、「マキノ北西部線」を除く全路線がデマンドタクシーでの運行となっている。なお、デマンドタクシーに乗車する場合は各便始発時刻の30分前までに大津第一交通へ電話予約をしなければならない。運行路線はバスと同様に、旧高島郡の各町（地域）ごとに分類する。

##### 高島地域

###### 鵜川線
- 近江高島駅 → 高島市民病院 → 陽光の里前 → 打下 → うかわファームマート → 鵜川 → 白鬚神社前 → 陽光の里前 → （来た道を戻る） → 近江高島駅

備考
デマンドタクシーのため、事前予約が必要。

###### 浜線
- 近江高島駅 - 高島市民病院 - 高島本町 - 高島支所前 - アイリッシュパーク前 - 海洋センター - 北浜（高島町） - 南浜 - 萩の浜口 - 高島郵便局前 - 高島本町 - 高島市民病院 - 近江高島駅

備考
デマンドタクシーのため、事前予約が必要。
午前は［→］方向、午後は［←］方向で運行。

##### 安曇川地域

###### 泰山寺線
- 安曇川駅 → 三尾里 → 宿鴨 → 田中ニュータウン → 田中神社前 → 陵 → 健康の森東口 → （泰山寺 → 中野太山寺 → 泰山寺 → 健康の森東口 → ）陵 → （来た道を戻る） → 安曇川駅

備考
デマンドタクシーのため、事前予約が必要。
全便のうち、午前に運行する1便は泰山寺地区（カッコ内に記した各停留所内）を経由しない。

###### 白浜線
- 安曇川駅 → 西万木今宮神社前 → 平和堂あどがわ店 → 図書館前（安曇川町） → 藤樹記念館前 → 大地作業所前 → 近江白浜 → 三ツ矢 → 藤樹記念館前 → （来た道を戻る） → 安曇川駅

備考
デマンドタクシーのため、事前予約が必要。

##### 新旭地域

###### 新旭・安曇川線
- 新旭駅 - 市役所前 - 新庄・本町 - プラント高島店 - リバーサイド区集会所 - 青柳 - 平和堂あどがわ店 - 西万木今宮神社前 - 安曇川駅

備考
デマンドタクシーのため、事前予約が必要。

###### 風車村線
- 新旭駅 → 堀川・山形 → やすらぎ荘口 → やすらぎ荘 → やすらぎ荘口 → 風車村 → 藁園・菖蒲川 → 北畑 → 市役所前 → 新旭駅 → 森 → 森・吉武城跡前 → ほおじろ荘前 → やすらぎ荘口 → 堀川・山形 → 新旭駅

備考
デマンドタクシーのため、事前予約が必要。

##### 今津地域

###### あいあいタウン線
- 近江今津駅 → 住吉一丁目 → 北浜（今津町） → 平和堂今津店 → 南新保口 → 今津病院前 → あいあいタウン → 南新保北 → 浜分北 → 今津浜 → 北仰 → 辻（今津町） → 石田 → 浜分会館前 → 南新保口 → （来た道を戻る） → 近江今津駅

備考
デマンドタクシーのため、事前予約が必要。

###### 松陽台線
- 近江今津駅 - 高島保健所前 - 松陽台 - 図書館前（今津町） - 勤労者体育センター前 - 住吉二丁目 - 近江今津駅

備考
デマンドタクシーのため、事前予約が必要。
［→］方向が南回り、［←］方向が北回り。

##### マキノ地域

###### マキノ北西部線
- 近江中庄駅 - マキノ病院前 - JAマキノ町前 - 福祉センター前 - 上開田草の根ハウス - 土に学ぶ里研修センター - マキノ駅 - 高木浜二丁目 - （道の駅マキノ追坂峠 - ）じゃがいもの家 - 坂の下 - 白谷長寿苑 - 在原

備考
このタクシー路線のみ予約不要（定時乗合タクシー）。曜日を問わず運行するが、夏季ダイヤ（3月1日 - 10月31日）または冬季ダイヤ（11月1日 - 翌年2月28日または2月29日）で運行する便がある。
夏季ダイヤまたは冬季ダイヤ一部の便は、［マキノ駅 - 在原］または［土に学ぶ里研修センター - 在原］の区間運行となる。
「道の駅マキノ追坂峠」停留所は営業時間帯のみ停車。

###### マキノ南西部線
- 近江中庄駅 - 中庄浜 - 新保浜 - マキノ駅 - 沢西口 - 辻（マキノ町） - 福祉センター前 - JAマキノ町前 - グリーンレイク会館前 - 大沼 - マキノ病院前 - 近江中庄駅 - 今津浜 - 浜分北 - 南新保口 - 平和堂今津店 - 北浜（今津町） - 近江今津駅

備考
デマンドタクシーのため、事前予約が必要。